# The Lost Get Found
The Lost Get Found é o segundo álbum da cantora cristã Britt Nicole, que foi lançado no dia 11 de agosto de 2009, e sua música carro-chefe é o single The Lost Get Found.

## Faixas
1. "The Lost Get Found" - 3:25
2. "How We Roll" - 3:12
3. "Safe" - 3:22
4. "Hanging On" - 3:25
5. "Headphones" - 3:41
6. "Welcome To The Show" - 3:22
7. "Walk On The Water" - 3:50
8. "Glow" - 3:01
9. "Like A Star" - 3:53
10. "Feel The Light" - 3:39
11. "Have Your Way" - 3:39

## Clipe
- The Lost Get Found
- Headphones

## Charts

### Album
| Chart (2009)         | Peak position |
| -------------------- | ------------- |
| Billboard 200        | 62            |
| Hot Christian Albums | 1             |

### Singles
| Year | Single               | Chart                          | Peak position |
| ---- | -------------------- | ------------------------------ | ------------- |
| 2009 | "The Lost Get Found" | Billboard Hot Christian Songs  | 8             |
| 2009 | "Walk On the Water"  | Billboard Hot Christian Songs  | 17            |
| 2010 | "Hanging On"         | Billboard Hot Christian Songs  | 19            |
| 2011 | "Headphones"         | Cross Rhythms Weekly UK Charts | 2             |

Other charted songs
| Year | Single                | Chart                          | Peak position |
| ---- | --------------------- | ------------------------------ | ------------- |
| 2010 | "Welcome to the Show" | Cross Rhythms Weekly UK Charts | 4             |
| 2010 | "Safe"                | Cross Rhythms Weekly UK Charts | 3             |
| 2010 | "Have Your Way"       | Cross Rhythms Weekly UK Charts | 4             |

1. 1 2 3 4 5  https://www.billboard.com/artist/britt-nicole/chart-history/Erro: A tabela não é suportada, não existe ou está sendo utilizado um ID antigo que não é mais suportado pela Billboard.
2. ↑  Erro: A tabela não é suportada, não existe ou está sendo utilizado um ID antigo que não é mais suportado pela Billboard. «Christian Songs» Verifique valor |url= (ajuda). Billboard.com. Consultado em 6 de maio de 2012
3. ↑  «Cross Rhythms Annual Chart». Crossrhythms.co.uk. Consultado em 6 de maio de 2012
4. ↑  «Cross Rhythms Annual Chart». Crossrhythms.co.uk. Consultado em 6 de maio de 2012
5. 1 2  «Cross Rhythms Top Ten». Crossrhythms.co.uk. Consultado em 6 de maio de 2012